# Larissa Bertonasco
Larissa Bertonasco (* 1972 in Heilbronn) ist eine deutsche Illustratorin.

## Leben
Larissa Bertonasco, geboren 1972 in Heilbronn, studierte ein paar Semester Italienisch und Kunstgeschichte in Siena und Hamburg, anschließend Illustration an der Armgartstrasse, heute Hochschule für Angewandte Wissenschaften Hamburg, Department Design. Ihr Diplom machte sie 2003 mit dem Kochbuch "La nonna La cucina La vita",  welches zum Bestseller wurde und mittlerweile in der 14. Auflage und in mehreren Übersetzungen erschienen ist.
Seither arbeitet sie frei als Illustratorin für Magazine, Verlage und Werbung. Sie veranstaltet kulinarische Lesungen sowie Ausstellungen und ist seit 2004 Mitherausgeberin und Autorin des Zeichnerinnenmagazins Spring.
Sie macht Workshops und Kunst-Projekte mit Kindern und Jugendlichen, gibt Kurse und hält Vorträge für Studenten und Erwachsene.
Sie hat zwei Kinder und lebt zusammen mit dem Maler Ari Goldmann in Hamburg.

## Werke
- Café Wunderbar (Hrsg.: Anne Buhrfeind). Hansisches Druck- und Verlags-Haus, Frankfurt am Main 2007. ISBN 978-3-938704-30-1
- Carmen (Text: Kristian Wachinger). Insel Verlag, Berlin 2014 (Insel-Bücherei 1399). ISBN 978-3-458-19399-9
- La cucina dolce (Text: Carlo Bernasconi). Verlagshaus Jacoby & Stuart Berlin, 2012. ISBN 978-3-941787-91-9
- La cucina mia!. Verlagshaus Jacoby & Stuart, Berlin 2012. ISBN 978-3-941787-74-2
- La cucina verde (Text: Carlo Bernasconi) Verlagshaus Jacoby & Stuart, Berlin 2010. ISBN 978-3-941087-79-8
- La nonna, la cucina, la vita Gerstenberg Verlag, Hildesheim 2005. ISBN 3-8067-2560-8
- Mein Leben als Mensch (Text: Jan Weiler) Kindler, Reinbek 2009. ISBN 978-3-463-40571-1
- Mein neues Leben als Mensch (Text: Jan Weiler). Kindler, Reinbek 2011. ISBN 978-3-463-40619-0
- Mit Lebenslust und Leidenschaft (Hrsg.: Christina Callori di Vignale). Herder, Freiburg 2009. ISBN 978-3-451-30230-5
- Spuren in der Polenta (Text: Lukas Hartmann). Bajazzo, Zürich 2007. ISBN 978-3-907588-84-0